# ۸۷۴ (قمری)
۸۷۴ (قمری)، هشتصد و هفتاد و چهارمین سال در گاهشماری هجری قمری است. اول محرم این سال برابر با بیستم ژوئیه سال ۱۴۶۹ میلادی است.

## وابسته
- شیخ حیدر